# Hemerobius anomalus
Hemerobius anomalus là một loài côn trùng trong họ Hemerobiidae thuộc bộ Neuroptera. Loài này được Monserrat miêu tả năm 1992.